# 이하린 (1983년)
이하린(李河璘, 1983년 9월 8일 ~ )은 대한민국의 가수 및 배우이다. 대한민국 보다는 중국에서 배우로 현재 활발히 활동중이다.

## 홍보대사
- 2005년 국제디지털아트페스티벌 홍보대사
- 2008년 A.V.A The First Mission 홍보대사

## 수상
- 2015년 홍콩 메트로라디오 만다린 히트뮤직 어워드 신인상

1. ↑  인용 틀이 비었음 (도움말)
2. ↑  인용 틀이 비었음 (도움말)